# Систематический обзор
Системати́ческий обзо́р (англ. Systematic review) — научное исследование, представляющее из себя обзор ряда опубликованных законченных работ, выполненных исследователями, учёными или практикующими специалистами, с целью критического анализа, оценки и обобщения данных в рамках чётко сформулированного вопроса с использованием заранее определённого протокола, использующего повторяемые и исключающие предвзятость методы. Систематический обзор проводится с использованием методологии, позволяющей исключить случайные и систематические ошибки, а также для обеспечения полного отчета о всех имеющихся исследованиях по данной теме, включая серую литературу с целью избежания предвзятости. В систематическом обзоре используются стандартизированные методы отбора и проверки результатов исследований. Систематический обзор может использовать, а может и не использовать статистический метаанализ. Примерно треть систематических обзоров включают в себя метаанализы.
В общем случае систематический обзор состоит из 4 этапов: поиска литературы, её оценки, синтеза данных и их анализа. Поиск информации включает в себя определение поисковых строк и баз данных, по которым будет вестись отбор. При оценке происходит включение в обзор или исключение из него той или иной литературы согласно заранее определённым критериям, а также оценивается качество. Синтез подразумевает извлечение данных и их категоризацию, а при анализе описывается результат и формируются конечные выводы. В большинстве случаев на завершение систематического обзора требуется от 6 до 18 месяцев.
С целью унификации методов систематического анализа разрабатываются соответствующие государственные или ведомственные стандарты (например, ГОСТ Р 56044-2014). В настоящее время разработаны примеры систематических обзоров оценки медицинских технологий лечения и реабилитации. При высоком методическом качестве систематический обзор и метаанализ служат наиболее достоверными источниками информации и являются главными инструментами доказательной медицины, суть которой заключается в беспристрастном использовании лучших из имеющихся доказательств при принятии решений об оказании помощи конкретным больным. Систематические обзоры широко используются при разработке надёжных клинических руководств. Также они набирают популярность в исследовательских программах, выявляя неопределённости и области, для которых требуются дополнительные исследования. Однако тот факт, что исследование является систематическим обзором, не означает, что оно заведомо достоверно. У систематического обзора могут быть такие же проблемы, что и у рандомизированного контролируемого исследования, включая вопросы по валидности методологии.

## Общие сведения
Традиционные обзоры литературы, называемые нарративными обзорами, обобщают информацию по какой-либо широкой проблеме, а авторы используют данные, полученные из различных монографий, учебников, результатов различных исследований и других источников. Хотя такие обзоры обычно легко читаются и могут быть полезными в получении базовой информации, они имеют свои недостатки. Остаются неизвестными принципы и методы отбора источников информации, в результате чего есть риск неполного анализа данных в источниках или ошибок анализа. Включенные в обзор отдельные исследования могут не подвергаться критической оценке. А авторитетность или известность авторов обзоров может влиять на восприятие информации читателями, вызывая излишнее доверие. 
Риск появления недостоверной информации ниже в обзорах, посвящённых более узкой проблеме, базирующихся на исследованиях с высокой степенью достоверности доказательств, а также содержащих их критическую оценку и конкретные итоговые выводы по проблеме. Такие обзоры называются «систематическими». При этом систематический и традиционный литературный обзоры не должны противопоставляться друг другу, поскольку они служат разным целям, традиционный обзор даёт общую информацию по теме, а систематический отвечает на конкретные вопросы и может использоваться для принятия решений. Существуют и другие виды обзоров, каждый из которых имеет свои особенности. Например, от систематических и традиционных литературных обзоров отличаются обзоры предметного поля, которые включают в себя некоторые достоинства систематических обзоров, и представляют собой хорошую альтернативу субъективным традиционным обзорам в случаях, когда требуется разъяснение концепции или теории. Обзоры предметного поля могут также служить подготовительной базой для систематических обзоров.

## Учёт отозванных публикаций
Иногда научные публикации отзываются из-за недобросовестности или ошибок. Отозванные публикации представляют достаточно сложную проблему в случае систематических обзоров. Такие публикации, уже будучи отозванными, могут попадать в систематические обзоры ещё до их опубликования. Включённые в систематический обзор публикации могут отзываться и после опубликования обзора. При этом подавляющее большинство систематических обзоров, включающих отозванные публикации, не корректируются и остаются доступными. Некоторые руководства по проведению систематических обзоров призывают авторов к поиску и учёту отозванных публикаций, но такие рекомендации есть не во всех руководствах.

## История
Систематические обзоры начали делать в конце 1970-х годов в области акушерства после замечания Арчибальда Кокрана о необходимости периодической критической оценки рандомизированных исследований с обобщением результатов. В 1993 году образовалась организация Кокрановское сотрудничество, целью которой было распространение методов, применявшихся в акушерстве на другие специальности. Впоследствии Кокран стала глобальной организацией со штатом в более чем 40 000 человек, а на её счету более 7500 систематических обзоров по медицинским вмешательствам и диагностическим тестам. Теперь многие авторы занимаются созданием систематических обзоров, но Кокран остаётся золотым стандартом в данной области.